# Matjaž Poklukar
Matjaž Poklukar, slovenski biatlonec, * 30. januar 1973, Jesenice.
Poklukar je prvi slovenski biatlonec z uvrstitvijo na stopničke svetovnega pokala. Leta 1995 je na tekmi šprinta v Lahtiju osvojil tretje mesto. Bil je tudi član štafete, ki je prvič osvojila medaljo sv. pokala (Nozawa Onsen, 1997, 3. mesto).  Nastopil je na Zimskih olimpijskih igrah 2006 v Torinu, kjer je tekmoval v šprintu na 10 km,  v teku na 20 km ter v štafeti 4 x 7,5 km. 
Zasedel je 63. mesto v šprintu ter 47. mesto v teku na 20 km. Štafeta je igre končala na 10. mestu.
Matjažev brat dvojček je slovenski biatlonec Jože Poklukar.